# 塔沃爾加湖
14°49′46″S 63°29′38″W / 14.82944°S 63.49389°W

塔沃爾加湖是玻利維亞的淡水湖泊，位於該國東部，由聖克魯斯省負責管轄，該湖泊長10公里、寬5公里，面積25.5平方公里，海拔高度200米。